# Louise Laursen (bueskytte)
Louise Klingenberg Laursen (født 27. juni 1988 i Taastrup) er en dansk bueskytte, der er udtaget til sommer-OL 2012, både individuelt og som del af det danske tremandshold. Hun deltog også individuelt ved OL 2008 i Beijing.
Louise Laursen begyndte med bueskydning som tolvårig i Taastrup Idræts Klub, og hun kom på landsholdet første gang til EM i Athen i 2006. Hun Hendes hidtil bedste internationale resultat er en førsteplads ved World Cup indendørs i 2011. Ved OL i 2008 opnåede hun 605 point i kvalifikationsrunden, hvorpå hun i første runde blev slået af polakken Małgorzata Ćwienczek, der vandt med 113-100. Dermed endte hun som nummer 54. Den danske kvalifikation til OL 2012 blev sikret, da hun sammen med Carina Christiansen og Maja Jager blev nummer otte ved VM i 2011. De tre skytter fik alle senere udtagelsen.